# Spirobranchus giganteus
Spirobranchus giganteus är en ringmaskart som först beskrevs av Peter Simon Pallas 1766.  Spirobranchus giganteus ingår i släktet Spirobranchus och familjen Serpulidae. Inga underarter finns listade i Catalogue of Life.

## Bildgalleri

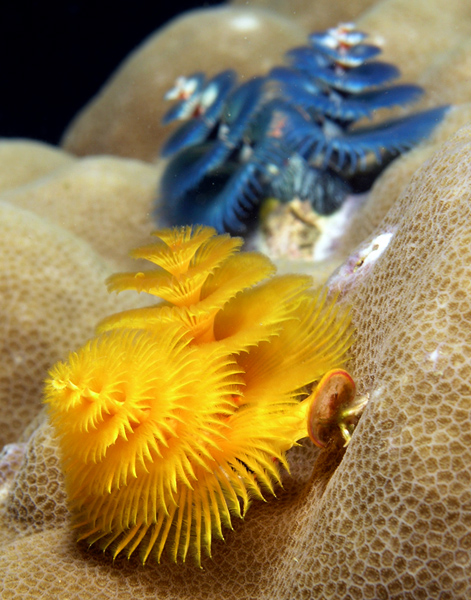
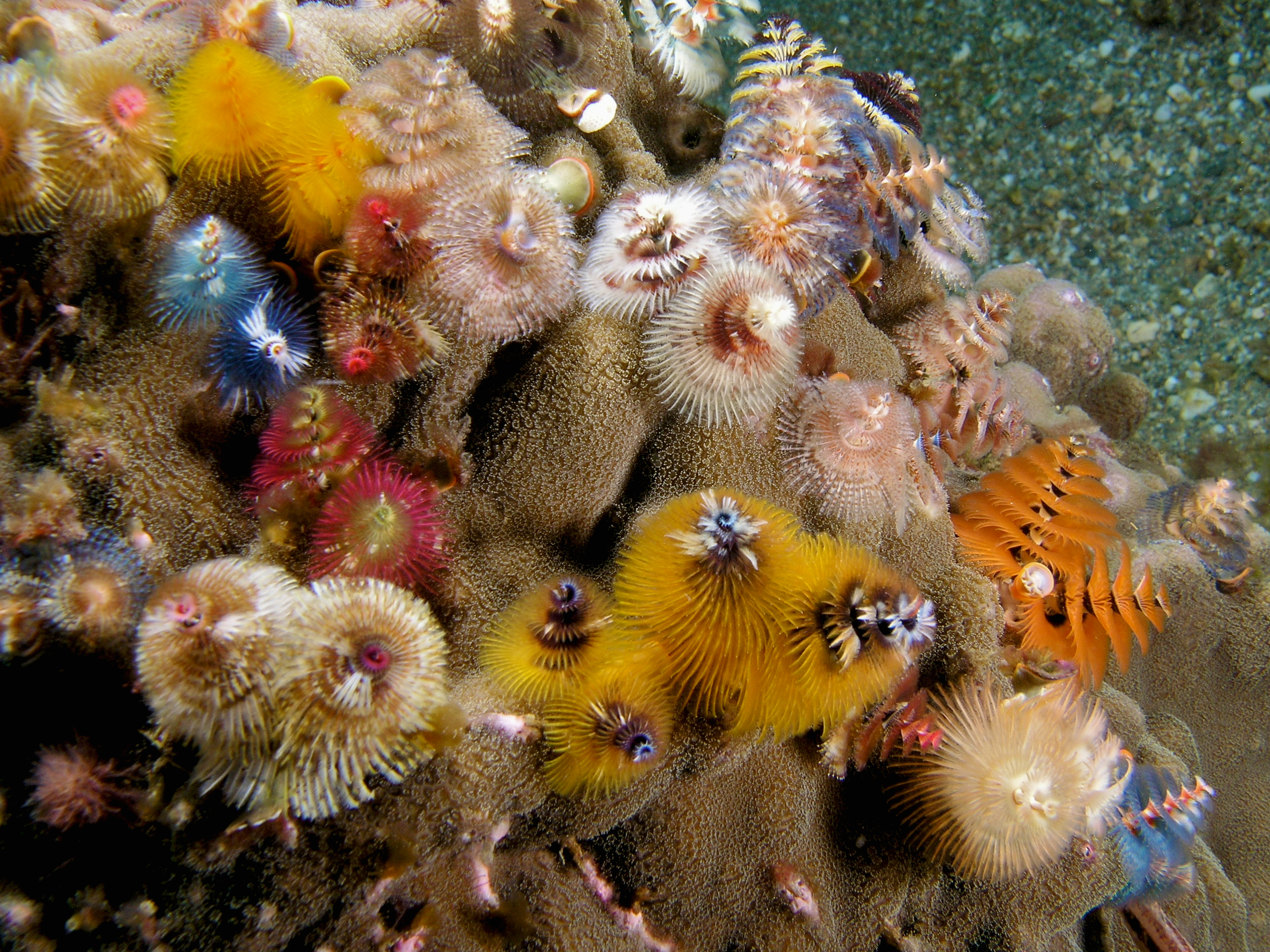
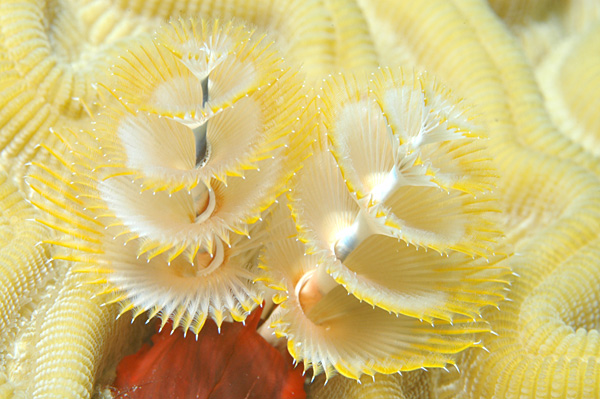
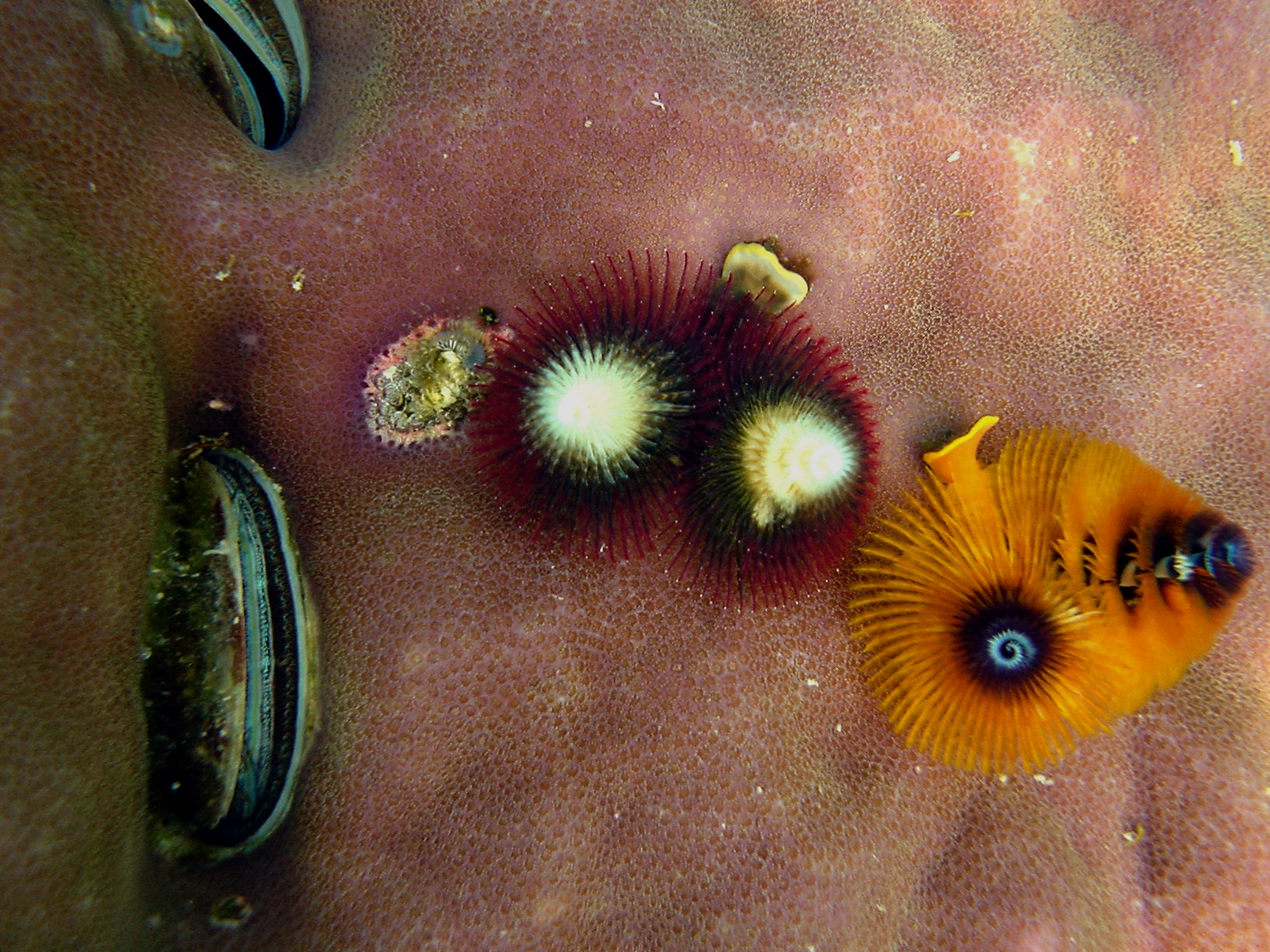
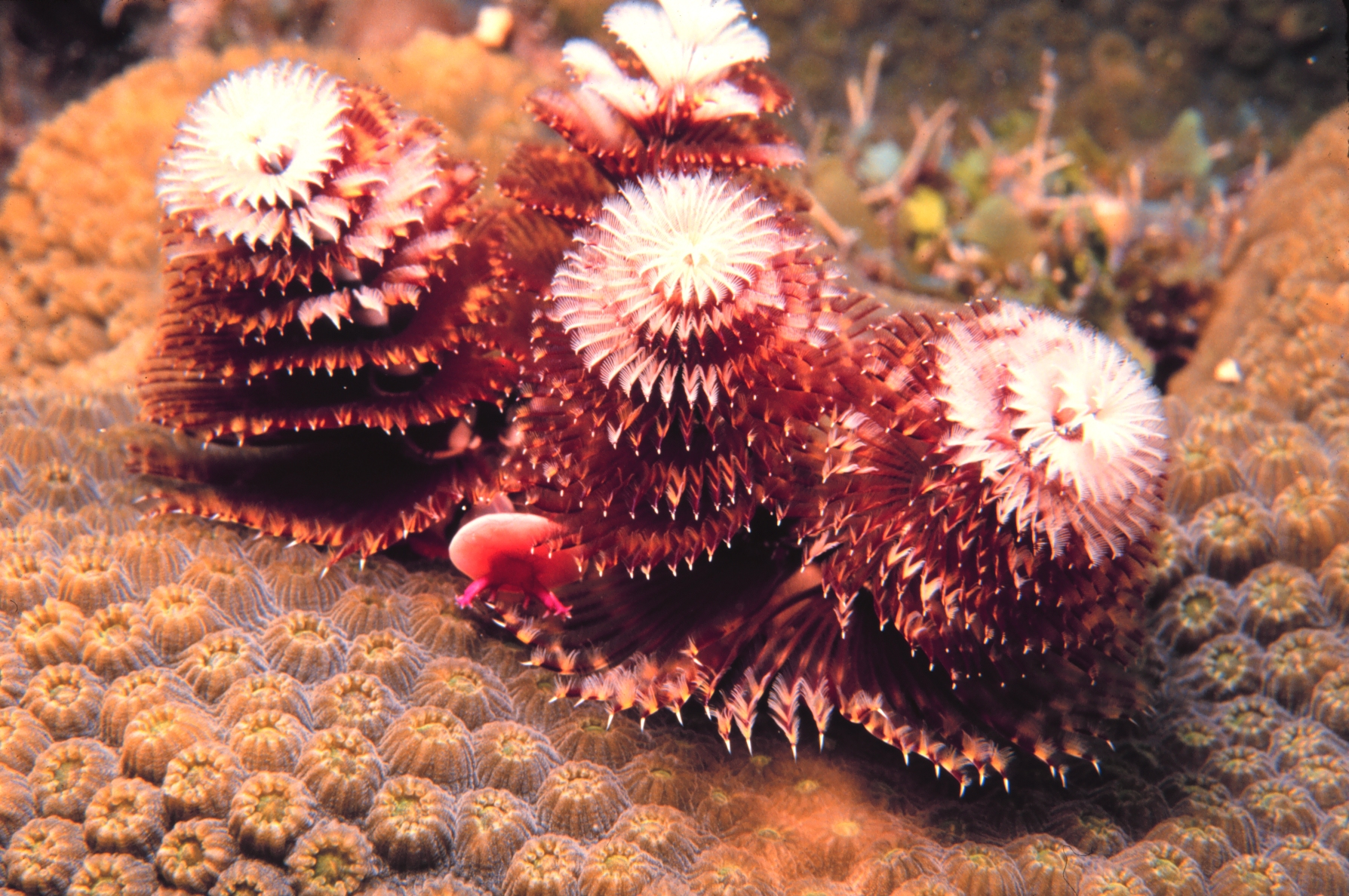
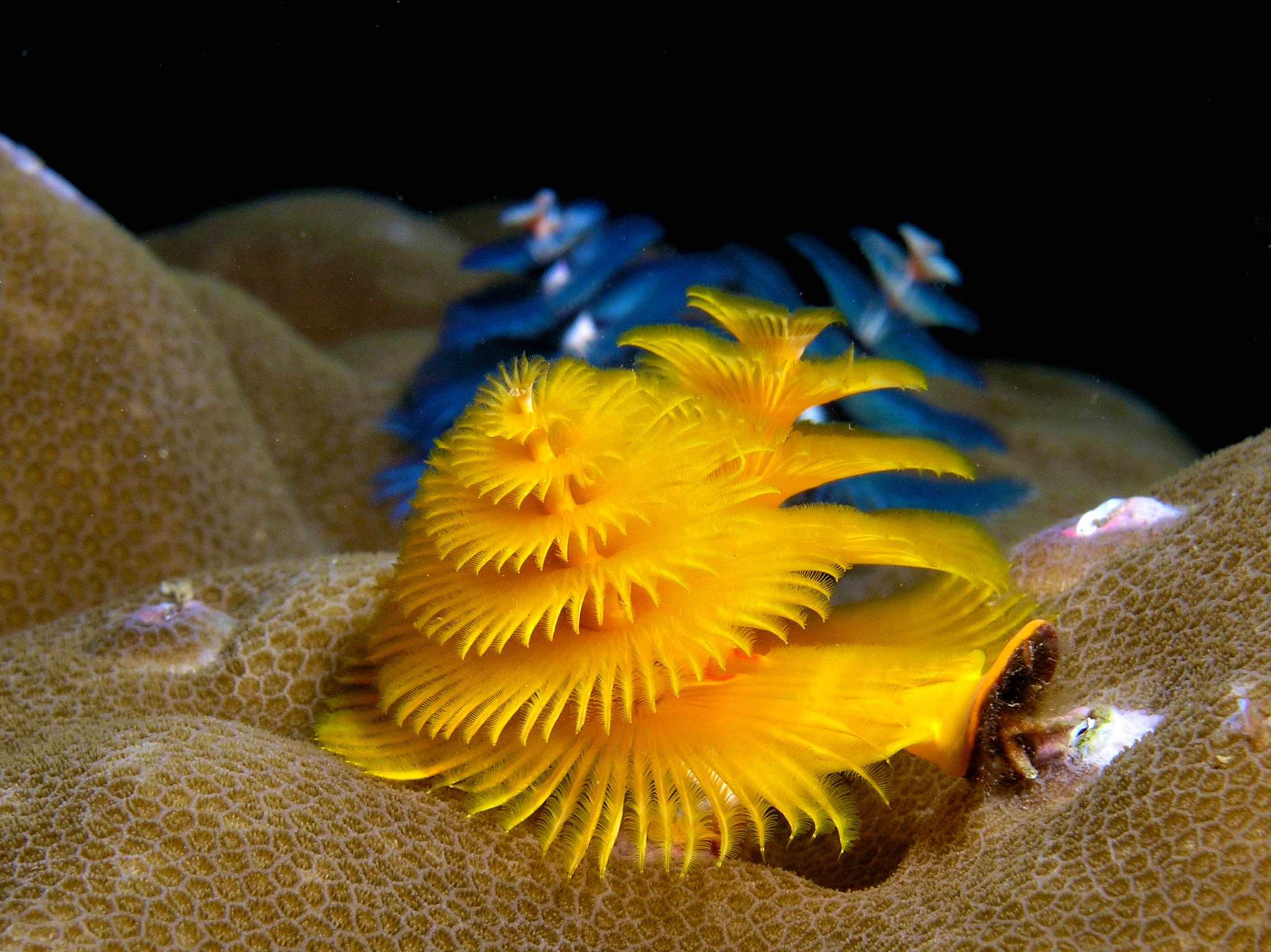